# Gustav Keller (Politiker, 1867)
Gustav Keller (Alternativname: Gustav Keller-Bühler; * 29. November 1867 in Winterthur; † 21. April 1932 ebenda), heimatberechtigt in Winterthur und in Schaffhausen, war ein Schweizer Rechtsanwalt und Politiker der Freisinnig-Demokratischen Partei (FDP), der unter anderem von 1911 bis 1922 Regierungsrat sowie zwei Mal (1914/15 und 1918/19) Präsident des Regierungsrates des Kantons Zürich war. Er war zudem von 1922 bis 1930 Mitglied des Ständerates für den Kanton Zürich.

## Leben
Gustav Keller war der Sohn des Konrad Keller, Direktor der Bank in Winterthur, und der Lydia Egg und absolvierte ein Studium der Rechtswissenschaften an der Universität Neuenburg, der Universität Strassburg, der Friedrich-Wilhelms-Universität zu Berlin und der Universität Zürich. Er schloss 1891 seine Promotion zum Doktor der Rechte und war daraufhin zuerst Rechtsanwalt in Zürich, ehe er sich von 1894 bis 1911 als Rechtsanwalt und Partner der Anwaltskanzlei «Ziegler & Keller» in Winterthur niederliess.
Er gehörte zwischen 1901 und 1911 dem Grossen Stadtrat, dem Gemeindeparlament von Winterthur, als Mitglied an und war zugleich als Freisinniger von 1902 bis 1911 Mitglied des Kantonsrates, des Parlaments des Kantons Zürich. 1911 wurde er Regierungsrat und bekleidete dieses Amt bis 1922. Er war als Mitglied der Kantonsregierung zwischen 1911 und 1912 zunächst Vorsteher der Direktion für Justiz, Polizei und Militär sowie im Anschluss von 1912 bis 1922 Vorsteher der Baudirektion. Während seiner Amtszeit als Vorsteher der Baudirektion wurden wichtige kantonale Bauten wie 1914 das neue Hauptgebäude der Universität Zürich an der Rämistrasse sowie die Zentralbibliothek Zürich vollendet. Während seiner Mitgliedschaft im Regierungsrat bekleidete er zwei Mal das Amt des Präsidenten des Regierungsrates des Kantons Zürich. Als Nachfolger von Johannes Stössel wurde er 1914 erstmals Präsident und bekleidete das Amt bis 1915, woraufhin Heinrich Ernst ihn ablöste. 1918 übernahm er von Walter Hauser zum zweiten Mal das Amt als Regierungspräsident und verblieb auf diesem Posten bis zu seiner Ablösung durch Oskar Wettstein 1919.
Nach seinem Ausscheiden aus dem Zürcher Regierungsrat wurde Keller für die Freisinnig-Demokratische Partei (FDP) am 4. Dezember 1922 Mitglied des Ständerates für den Kanton Zürich und gehörte diesem bis zum 1. September 1930 an. Daneben gehörte er mehreren Verwaltungsräten an, wobei als Präsident des Verwaltungsrates der Nordostschweizerische Kraftwerke AG NOK (1914 bis 1932) und als Präsident des Verwaltungsrates der Schweizerischen Bundesbahnen SBB (1924 bis 1932) sein Einsatz unter anderem den Problemen des wachsenden Energiebedarfs und der Elektrifizierung der Bahn galt. Er war zudem Oberst der Schweizer Armee.
Gustav Keller war seit 1895 mit Martha Bühler, Tochter des Winterthurer Spinnereibesitzers Hermann Bühler, verheiratet.

## Hintergrundliteratur
- Stefan G. Schmid: Die Zürcher Kantonsregierung seit 1803. 2003.